# Josef Gangl (Offizier)

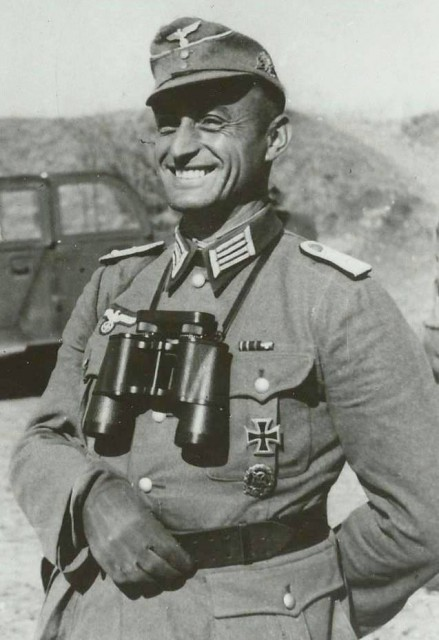
Josef Gangl als Oberleutnant

Josef „Sepp“ Gangl (* 12. September 1910 in Obertraubling, Landkreis Regensburg; † 5. Mai 1945 in Schloss Itter, Tirol) war ein deutscher Offizier, zuletzt Major im Zweiten Weltkrieg. Er nahm mit Soldaten der Wehrmacht und der United States Army an der Verteidigung des Schlosses Itter gegen Truppen der 17. SS-Panzergrenadier-Division „Götz von Berlichingen“ teil. Gangl wurde beim Versuch, den ehemaligen französischen Premierminister Paul Reynaud aus der Schusslinie zu bringen, von der Kugel eines SS-Scharfschützen tödlich getroffen.

## Leben

### Jugend
Josef Gangl wurde 1910 im bayerischen Obertraubling als Sohn eines kleinen Beamten der Königlich Bayerischen Staatseisenbahnen und einer ehemaligen Ladenverkäuferin geboren. Als er ein Kleinkind war, zog die Familie nach Peißenberg in Oberbayern um, wo Josefs jüngere Geschwister geboren wurden.

### Reichswehr
Gangl trat am 1. November 1928 in die damals auf 100.000 Mann begrenzte Reichswehr ein, um eine Karriere als Berufssoldat im Artillerieregiment 7 in Nürnberg zu beginnen. Hier blieb er bis September 1929, um dann im Artillerieregiment 5 in Ulm zu dienen.

### Wehrmacht
1935 kam er zum neu aufgestellten Artillerieregiment 25 nach Ludwigsburg und heiratete dort die Ludwigsburger Verkäuferin Walburga Renz, mit der er später zwei Kinder hatte: 1936 wurde die Tochter Sieglinde geboren.
Im November 1938 wurde Gangl Hauptfeldwebel, eine Dienststellung als Kompaniefeldwebel. Ab Oktober 1939 sollte er eine Offizierschule der Wehrmacht besuchen, doch wurde er im Rahmen der Kriegsvorbereitungen mit seinem Regiment in die Saarpfalz an der Grenze zu Frankreich verlegt. Dort überschritten am 7. September 1939 elf französische Divisionen auf einer Breite von 25 km die Grenze und stießen etwa 8 km auf deutsches Gebiet vor; sie zogen sich aber auf Befehl von Oberbefehlshaber Maurice Gamelin innerhalb von zwei Wochen wieder zurück. Dies war Gangls erster Kriegseinsatz. In den folgenden Monaten des Sitzkriegs verbrachte Gangl sechs Monate in Lazaretten. Am 14. Mai 1940 kehrte er zu seinem Regiment zurück und nahm am Westfeldzug teil. Dort diente er als Kommandeur einer Aufklärungseinheit der 25. Infanterie-Division der Wehrmacht. Nach dem Waffenstillstand von Compiègne (22. Juni 1940) wurde er Ausbilder in der Artillerie-Ersatz-Abteilung 25 und im August 1940 nach kurzem Heimaturlaub an deren Stützpunkt in Taus im Protektorat Böhmen und Mähren versetzt. Am 25. November 1940 begann er eine einmonatige Ausbildung an der Artillerieschule in Jüterbog.
Vom 22. Juni 1941 an nahm Gangl mit dem motorisierten Artillerieregiment 25 als Teil der Heeresgruppe Süd in der Ukraine am Deutsch-Sowjetischen Krieg teil, wo er bei der Schlacht um Kiew im 3. Bataillon eine Batterie mit 10,5-cm-Feldhaubitzen kommandierte. Am 20. August 1941 wurde Gangl mit dem Eisernen Kreuz II. Klasse ausgezeichnet. Im Januar 1942 wurde er zum Oberleutnant befördert und erhielt am 12. Februar 1942 das Eiserne Kreuz I. Klasse. Am 24. April 1942 wurde Gangl Kommandeur einer Nebelwerfer-Einheit im Artillerieregiment 25. Diese Position an der Ostfront hatte er inne, bis er im Januar 1944 als Kommandeur der Werfer-Ersatz- und Ausbildungs-Abteilung 7 in Höchstädt an der Donau zugeteilt wurde. Im Februar 1944 war er einen Monat lang an der Heeresschule für Bataillons- und Abteilungsführer in Antwerpen. Am 4. März 1944 wurde Gangl zum neuen Werfer-Regiment 83 in Celle geschickt, das zur Werfer-Brigade 7 gehörte. Mit dieser marschierte er im Mai 1944 nach Frankreich. Am 7. Juni 1944, dem zweiten Tag der alliierten Invasion in der Normandie, marschierte er mit der Werfer-Brigade 7 nach Caen, wo diese der 12. SS-Panzer-Division „Hitlerjugend“ unterstellt wurde und eine wichtige Rolle bei der Verteidigung der Stadt spielte. Die Werfer-Brigade 7 konnte im August unter schweren Verlusten aus dem Kessel von Falaise entrinnen. Im November wurde sie in Prüm in der Eifel als Volks-Werfer-Brigade 7 mit neuer Ausrüstung neu aufgestellt. Sepp Gangl nahm mit der Brigade an der Ardennenoffensive, am darauf folgenden allgemeinen Rückzug und im Februar 1945 an der vergeblichen Verteidigung Saarbrückens teil. Am 8. März 1945 wurde er mit dem Deutschen Kreuz in Gold ausgezeichnet. Kurz darauf wurde er zum Major befördert und erhielt das Kommando über die II. Abteilung des Werfer-Regiments 83. Die Werfer-Brigade 7 hatte inzwischen die Hälfte ihrer Männer verloren und verfügte über keine Nebelwerfer mehr. Ihr Kommandeur, General Kurt Paape, befahl Anfang April den Kommandeuren seiner Bataillone bei Peißenberg, sich mit diesen nach Tirol durchzuschlagen und an der Verteidigung der Alpenfestung teilzunehmen. Mitte April traf Gangl mit Generalleutnant Georg Ritter von Hengl zusammen, der ihn mit den Resten seines Verbandes der Kampfgruppe Giehl unter Oberstleutnant Johann Giehl in Wörgl zuteilte.

### Widerstand in Österreich
Wenige Tage nach seiner Ankunft in Wörgl nahm Gangl Kontakt zur lokalen Gruppe des österreichischen Widerstands um Alois Mayr auf. Er versorgte die Widerstandskämpfer mit Informationen und mit Waffen. Dabei wurde beschlossen, dass die Ausführung des Befehls von Johann Giehl, Wörgl bis zum Schluss gegen die Amerikaner zu verteidigen und hierzu Brücken zu sprengen und Wege zu blockieren, zu verhindern sei, ferner, prominente französische Gefangene aus dem nahe gelegenen Schloss Itter zu befreien. Am 3. Mai 1945 wurden jedoch Teile der Kampfgruppe Giehl in Niederaudorf von der 12. US-Panzerdivision angegriffen und erlitten schwere Verluste. Von Hengl ließ seine Truppen aus Wörgl und Itter zurückziehen, woraufhin Einheiten der Waffen-SS nachrückten. In der Zwischenzeit hatten viele Hausbewohner in Wörgl bereits weiße Fahnen aus den Fenstern gehängt. Laut einem Befehl Heinrich Himmlers waren alle männlichen Bewohner eines solchen Hauses zu erschießen. Gangl sah es wie Mayr als seine Pflicht, im Ort zu bleiben, um mit seinen Soldaten die Bewohner vor Repressalien zu schützen. Zusammen mit zehn Kameraden aus dem Werferregiment 83 blieb er entgegen dem Rückzugsbefehl von Hengl in Wörgl zurück.
Am 4. Mai 1945 um 11 Uhr erschien bei Gangl, mit einem Fahrrad von Schloss Itter kommend, der tschechische Koch Andreas Krobot und bat um sofortige Hilfe für die dortigen Gefangenen, da ein Angriff der Waffen-SS auf das Schloss bevorstehe. Gangl, der seine Männer nicht in einem Himmelfahrtskommando opfern wollte und ihnen versprochen hatte, sie lebend durchzubringen, entschloss sich, den Amerikanern unter weißer Flagge entgegenzueilen und sie um Hilfe zu bitten. Im 8 km entfernten Kufstein traf er auf eine Aufklärungseinheit der Amerikaner unter dem Kommando von Hauptmann John C. „Jack“ Lee. Dieser zog mit 14 US-Soldaten sowie Gangl und zehn seiner ehemaligen Artilleristen zum Schloss Itter, wo es mit der Schlacht um Schloss Itter und der Operation Cowboy zu einem von zwei bekannten Gefechten des Zweiten Weltkriegs kam, bei dem Soldaten der United States Army und der Wehrmacht gemeinsam kämpften. Gangl rief noch einmal per Telefon Alois Mayr um Hilfe, woraufhin zwei weitere Wehrmachtsoldaten und der jugendliche Widerstandskämpfer Hans Waltl zum Schloss fuhren. Auch die befreiten französischen Gefangenen nahmen am Kampf teil. Am Morgen des 5. Mai griffen etwa 100 bis 150 Mann der 17. SS-Panzergrenadier-Division „Götz von Berlichingen“ an.
Gangl wurde beim Versuch, den ehemaligen französischen Premierminister Paul Reynaud aus der Schusslinie zu bringen, von der Kugel eines Scharfschützen tödlich getroffen. Er starb als einziger bei der Verteidigung des Schlosses. Gegen 16 Uhr erreichte eine Entsatzeinheit des 142. US-Infanterieregiments das Schloss, besiegte die Belagerer und nahm etwa 100 SS-Männer gefangen.
Gangl wurde in Mittenwald beigesetzt.

## Auszeichnungen
- Eisernes Kreuz II. Klasse am 20. August 1941
- Eisernes Kreuz I. Klasse am 12. Februar 1942
- Deutsches Kreuz in Gold am 8. März 1945

## Postume Ehrungen
Am 16. Oktober 2021 ehrte der Ludwigsburger Oberbürgermeister Matthias Knecht Major Gangl mit einer Plakette an der Karlskaserne.
Gangl wurde als Held des österreichischen Widerstands geehrt. In Wörgl ist eine Straße nach ihm benannt.